# 11099 Sonodamasaki
11099 Sonodamasaki è un asteroide della fascia principale. Scoperto nel 1995, presenta un'orbita caratterizzata da un semiasse maggiore pari a 2,3771781 UA e da un'eccentricità di 0,2221125, inclinata di 9,97698° rispetto all'eclittica.